# Вигопонцо (Алесандрија)
Вигопонцо је насеље у Италији у округу Алесандрија, региону Пијемонт.
Према процени из 2011. у насељу је живело 63 становника. Насеље се налази на надморској висини од 560 м.